# Wojciech Nowicki
Wojciech Nowicki (Białystok, 22 febbraio 1989) è un martellista polacco, campione olimpico a Tokyo 2020.

## Biografia
Nowicki ottiene il primo risultato di rilievo internazionale ai mondiali di Pechino, dove conquista il bronzo con la misura di 78,55 m. L'anno dopo, prende parte agli europei di Amsterdam e ai Giochi olimpici di Rio: in entrambe le circostanze, il polacco guadagna la medaglia di bronzo, con due misure simili (77,53 m in Olanda e 77,73 m in Brasile).
Nel 2017, ai mondiali di Londra, conferma il bronzo conquistato a Pechino, con un lancio leggermente più basso (78,03 m). Agli europei di Berlino, Nowicki si aggiudica il suo primo oro di caratura internazionale, riuscendo a compiere un lancio sopra gli 80 metri (80,12 m).
Nel 2019, vince un bronzo ai mondiali di Doha pur avendo siglato la quarta misura complessiva: Nowicki, infatti, è riuscito a salire sul podio grazie a un appello, rivolto alla giuria, riguardo l'irregolarità del lancio dell'ungherese Halász (accusato di aver toccato l'esterno dell'area di lancio nella misura che lo aveva portato al terzo posto). Alla fine, la giuria ha accolto l'appello del polacco (garantendogli la medaglia) ma non ha annullato il risultato dell'ungherese, in quanto considerato valido.
Nel 2021, alle Olimpiadi di Tokyo, Nowicki riesce a conquistare la medaglia d'oro mettendo a segno il suo record personale di 82,52 metri. Il polacco supera il rivale di sempre Paweł Fajdek (giunto terzo) e la sorpresa della gara Henriksen.

## Palmarès
| Anno | Manifestazione           | Sede           | Evento              | Risultato | Prestazione | Note                                     |
| ---- | ------------------------ | -------------- | ------------------- | --------- | ----------- | ---------------------------------------- |
| 2011 | Europei U23              | Ostrava        | Lancio del martello | 5º        | 72,20 m     |                                          |
| 2013 | Universiadi              | Kazan'         | Lancio del martello | 5º        | 75,32 m     |                                          |
| 2015 | Mondiali                 | Pechino        | Lancio del martello | Bronzo    | 78,55 m     |                                          |
| 2016 | Europei                  | Amsterdam      | Lancio del martello | Bronzo    | 77,53 m     |                                          |
| 2016 | Giochi olimpici          | Rio de Janeiro | Lancio del martello | Bronzo    | 77,73 m     |                                          |
| 2017 | Mondiali                 | Londra         | Lancio del martello | Bronzo    | 78,03 m     |                                          |
| 2018 | Europei                  | Berlino        | Lancio del martello | Oro       | 80,12 m     |                                          |
| 2019 | Mondiali                 | Doha           | Lancio del martello | Bronzo    | 77,69 m     |                                          |
| 2019 | Giochi mondiali militari | Wuhan          | Lancio del martello | Oro       | 77,38 m     |                                          |
| 2021 | Giochi olimpici          | Tokyo          | Lancio del martello | Oro       | 82,52 m     | Miglior prestazione personale            |
| 2022 | Mondiali                 | Eugene         | Lancio del martello | Argento   | 81,03 m     |                                          |
| 2022 | Europei                  | Monaco         | Lancio del martello | Oro       | 82,00 m     | Miglior prestazione mondiale stagionale  |
| 2023 | Giochi europei           | Chorzów        | Lancio del martello | Oro       | 79,61 m     | [ 2 ]                                    |
| 2023 | Giochi europei           | Chorzów        | A squadre           | Argento   | 402,5 p.    | [ 2 ]                                    |
| 2023 | Mondiali                 | Budapest       | Lancio del martello | Argento   | 81,02 m     |                                          |
| 2024 | Europei                  | Roma           | Lancio del martello | Oro       | 80,95 m     | Miglior prestazione personale stagionale |
| 2024 | Giochi olimpici          | Parigi         | Lancio del martello | 7º        | 77,42 m     |                                          |

## Altre competizioni internazionali
2019
- Campionati europei a squadre di atletica leggera ( Bydgoszcz)